# Liste der Flughäfen in Guinea
Die Liste der Flughäfen in Guinea zeigt die zivilen Flughäfen des westafrikanischen Staates Guinea, nach Orten aufgelistet.
| Ort         | ICAO-Code | IATA-Code | Name des Flughafens      |
| ----------- | --------- | --------- | ------------------------ |
| Banankoro   | GUGO      |           | Flugplatz Gbenko         |
| Boké        | GUOK      | BKJ       | Flugplatz Boké Baralande |
| Conakry     | GUCY      | CKY       | Flughafen Conakry        |
| Fria        | GUFA      | FIG       | Flugplatz Fria           |
| Faranah     | GUFH      | FAA       | Flugplatz Faranah        |
| Kamsar      | GUKR      |           | Flugplatz Kawass         |
| Kankan      | GUXN      | KNN       | Flugplatz Kankan         |
| Kissidougou | GUKU      | KSI       | Flugplatz Kissidougou    |
| Koundara    | GUSB      | SBI       | Flugplatz Sambailo       |
| Labé        | GULB      | LEK       | Flugplatz Tata           |
| Macenta     | GUMA      | MCA       | Flugplatz Macenta        |
| Nzérékoré   | GUNZ      | NZE       | Flugplatz Nzérékoré      |
| Sangarédi   | GUSA      |           | Flugplatz Sangarédi      |
| Siguiri     | GUSI      | GII       | Flugplatz Siguiri        |